# Amortyzujaca polityka monetarna
Amortyzująca polityka monetarna - to forma polityki pieniężnej, której podstawowym celem jest utrzymywanie stałej stopy procentowej. Prowadzenie takiej polityki powoduje nieograniczony wpływ ekspansywnej polityki fiskalnej na poziom dochodu i zatrudnienia. Skutkuje to koniecznością ścisłej koordynacji polityki fiskalnej i monetarnej.